# Dowan
Dowan is een bestuurslaag in het regentschap Rembang van de provincie Midden-Java, Indonesië. Dowan telt 1508 inwoners (volkstelling 2010).